# Bevan Docherty
Bevan Docherty (Taupo, 29 marzo 1977) è un triatleta neozelandese.
Alle Olimpiadi di Atene ha vinto la medaglia d'argento, arrivando immediatamente dietro al connazionale Hamish Carter. Ha ripetuto l'impresa anche nel 2006 durante i giochi del Commonwealth. Alle Olimpiadi di Pechino del 2008 ha vinto la medaglia di bronzo, alle spalle del tedesco Jan Frodeno e del canadese Simon Whitfield.

## Palmarès
- Olimpiadi
  - Atene 2004: argento
  - Pechino 2008: bronzo

- Campionati del mondo di triathlon
  - Funchal 2004: oro
  - Vancouver 2008: argento

- Giochi del Commonwealth
  - Melbourne 2006: argento